# هیپنوتایز (ترانه سیستم آو ا داون)
«هیپنوتایز» نام ترانه‌ای از گروه موسیقی هوی متال ارمنی-آمریکایی سیستم آو ا داون است. این تک‌آهنگ در اکتبر ۲۰۰۵ به عنوان تک‌آهنگی از آلبومی به همین نام منتشر شد. موزیک ویدئوی آن در ۲۷ سپتامبر ۲۰۰۵ فیلمبرداری شد. این تک‌آهنگ در رتبه‌بندی ترانه‌های آلترناتیو بیلبورد رتبه یک شد و بیشترین رتبه جهانی گروه است.
هِوی متال (به انگلیسی: heavy metal) که گاه به‌سادگی متال خوانده می‌شود، زیرگونه‌ای از موسیقی راک است که به عنوان یک سبک تعریف‌شدهٔ موسیقی در دههٔ ۱۹۷۰ پا به عرصه گذاشت.
این سبک ریشه در موسیقی گروه‌های هارد راک بریتانیایی و آمریکایی دارد که سال‌های پایانی دههٔ ۶۰ و آغازین دههٔ ۷۰ میلادی با الهام از بلوز راک و سایکدلیک راک و آمیزه‌ای از صداهای حجیم، خشن (دیستورشن) و تقویت شدهٔ گیتار، تک‌نوازی‌های طولانی گیتار الکتریک و ضرب‌آهنگ‌های سنگین، «موسیقی هوی متال» را آفریدند. سازهای استفاده شده در این سبک عمدتاً گیتار الکتریک، گیتار بیس و درامز هستند که در شاخه‌های مختلف سازهای دیگر همانند کیبورد، ویولن، ویولن‌سل و گیتار آکوستیک به این مجموعه اضافه می‌شوند.
پس از گذشت چند سال از تشکیل اولین گروه‌ها در این سبک، متال نه تنها به‌عنوان یک ژانر موسیقی، بلکه به‌عنوان شیوه‌ای جدید برای بیان عقیده‌های سیاسی، اجتماعی، فرهنگی و مذهبی افراد که معمولاً ساختار اعتراضی داشت شناخته شد. گروه‌هایی هم‌چون بِلَک سَبَث، لِد زپلین، دیپ پرپل و بعدها جوداس پریست در شکل‌گیری و گسترش این شاخه موسیقی در اواخر دهه شصت و دهه هفتاد تأثیر زیادی داشتند.
اوج اقبال این گونهٔ موسیقی نزد مخاطبان در دهه‌های ۷۰و۸۰میلادی بود و در این دوره شاخه‌های متعددی از هوی متال ایجاد شد که از بسیاری از آن‌ها صرفاً تحت عنوان «متال» یاد می‌شود. هوی متال در سرتاسر دنیا طرفداران بسیاری دارد که اصطلاحاً به آن‌ها «متال هد» و «هدبنگر» می‌گویند.